# Hypognatha putumayo
Hypognatha putumayo är en spindelart som beskrevs av Levi 1996. Hypognatha putumayo ingår i släktet Hypognatha och familjen hjulspindlar. Inga underarter finns listade i Catalogue of Life.